# Петриковце
Петриковце (слч. Petrikovce) насељено је мјесто са административним статусом сеоске општине (слч. obec) у округу Михаловце, у Кошичком крају, Словачка Република.

## Становништво
| Година:    | 1994. | 2004.   | 2014.    | 2024.    |
| ---------- | ----- | ------- | -------- | -------- |
| Број људи: | 214   | 216     | 183      | 202      |
| Разлика:   |       | +0,93 % | -15,27 % | +10,38 % |

| Година:    | 2023. | 2024.   |
| ---------- | ----- | ------- |
| Број људи: | 203   | 202     |
| Разлика:   |       | -0,49 % |

Према подацима о броју становника из 2011. године насеље је имало 185 становника.